# Antrophyum jagoanum
Antrophyum jagoanum är en kantbräkenväxtart som beskrevs av Jones och Bostock. Antrophyum jagoanum ingår i släktet Antrophyum och familjen Pteridaceae. Inga underarter finns listade.